# HD 176664
HD 176664，又名CD-5111893，SAO 245899、HR 7190，是一颗恒星，视星等为5.93，位于銀經345.82，銀緯-22.64，其B1900.0坐标为赤經18h 56m 9.8s，赤緯-51° -22.64′ 31″。